# Mattie Pollock
Matthew William Pollock (Redhill, 28 settembre 2001) è un calciatore inglese, difensore del Watford.

## Biografia
È il figlio dell'ex calciatore Jamie Pollock. Anche suo fratello Ben è un calciatore professionista.

## Carriera
Cresce calcisticamente nel Leeds Utd, per poi trasferirsi al Grimsby Town ove esordisce in League Two. Nel 2023 passa in prestito agli scozzesi dell'Aberdeen, club militante in Scottish Premiership.

## Statistiche

### Presenze e reti nei club
Statistiche aggiornate all'8 marzo 2025.
| Stagione            | Squadra             | Campionato          | Campionato | Campionato | Coppe nazionali | Coppe nazionali | Coppe nazionali | Coppe continentali | Coppe continentali | Coppe continentali | Altre coppe | Altre coppe | Altre coppe | Totale | Totale | Totale |
| Stagione            | Squadra             | Comp                | Pres       | Reti       | Comp            | Pres            | Reti            | Comp               | Pres               | Reti               | Comp        | Pres        | Reti        | Pres   | Reti   |        |
| ------------------- | ------------------- | ------------------- | ---------- | ---------- | --------------- | --------------- | --------------- | ------------------ | ------------------ | ------------------ | ----------- | ----------- | ----------- | ------ | ------ | ------ |
| 2018-2019           | Grimsby Town        | FL2                 | 2          | 0          | FACup+CdL       | 0               | 0               | -                  | -                  | -                  | FLT         | 0           | 0           | 2      | 0      |        |
| 2019-2020           | Grimsby Town        | FL2                 | 19         | 0          | FACup+CdL       | 2+3             | 0               | -                  | -                  | -                  | FLT         | 3           | 0           | 27     | 0      |        |
| 2020-2021           | Grimsby Town        | FL2                 | 25         | 3          | FACup+CdL       | 1+1             | 0               | -                  | -                  | -                  | FLT         | 2           | 1           | 29     | 4      |        |
| Totale Grimsby Town | Totale Grimsby Town | Totale Grimsby Town | 46         | 3          |                 | 7               | 0               |                    | -                  | -                  |             | 5           | 1           | 58     | 4      |        |
| 2021-2022           | Cheltenham Town     | FL1                 | 34         | 1          | FACup+CdL       | 3+1             | 2+0             | -                  | -                  | -                  | FLT         | 1           | 0           | 39     | 3      |        |
| 2022-gen. 2023      | Watford             | FLC                 | 3          | 0          | FACup+CdL       | 1+1             | 0               | -                  | -                  | -                  | -           | -           | -           | 5      | 0      |        |
| gen.-giu. 2023      | Aberdeen            | SP                  | 15         | 2          | CS+CdL          | -               | -               |                    | -                  | -                  |             | -           | -           | 15     | 2      |        |
| 2023-2024           | Watford             | FLC                 | 18         | 0          | FACup+CdL       | 1+0             | 0               | -                  | -                  | -                  | -           | -           | -           | 19     | 0      |        |
| 2024-2025           | Watford             | FLC                 | 36         | 1          | FACup+CdL       | 0+2             | 0+1             | -                  | -                  | -                  | -           | -           | -           | 38     | 2      |        |
| Totale Watford      | Totale Watford      | Totale Watford      | 57         | 1          |                 | 5               | 1               |                    | -                  | -                  |             | -           | -           | 62     | 2      |        |
| Totale carriera     | Totale carriera     | Totale carriera     | 152        | 7          |                 | 16              | 3               |                    | -                  | -                  |             | 6           | 1           | 174    | 11     |        |